# Filicupula suboperculata
Filicupula suboperculata är en svampart som först beskrevs av Döbbeler & P. James, och fick sitt nu gällande namn av Y.J. Yao & Spooner 1996. Filicupula suboperculata ingår i släktet Filicupula, ordningen skålsvampar, klassen Pezizomycetes, divisionen sporsäcksvampar och riket svampar.   Inga underarter finns listade i Catalogue of Life.